# Vollsjö
Vollsjö est une localité de Suède dans la commune de Sjöbo en Scanie.
Sa population était de 833 habitants en 2019.